# كهنوية عليا وسفلي
كهنوية عليا وسفلي هي قرية في مقاطعة نائين، إيران. عدد سكان هذه القرية هو 10 في سنة 2006.